# プロスペクター

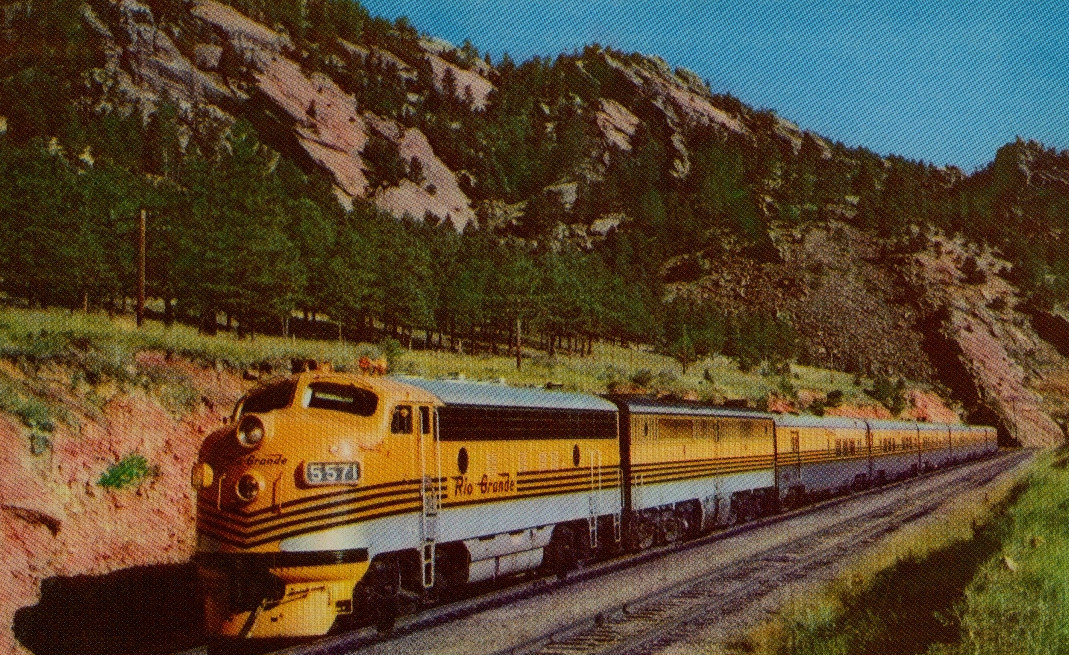
F7 5571号とEシリーズ Bユニットの重連が牽引するプロスペクター号

プロスペクター (Prospector)はデンバー・アンド・リオグランデ・ウェスタン鉄道 (Denver and Rio Grande Western Railroad. 略称D&RGW) が運行した夜行列車。

## 概要
プロスペクター (Prospector) はコロラド州 デンバー (Denver, Colorado) とユタ州 ソルトレイクシティ (Salt Lake City, Utah)を結び運行された夜行列車であり、デンバー・リオグランデ・ウェスタン鉄道 (Denver and Rio Grande Western Railroad) がシカゴ・バーリントン・クインシー鉄道 (Chicago, Burlington and Quincy Railroad) などとともに運行した大陸横断列車・カリフォルニア・ゼファー (California Zephyr) 同様、1930年代に開通した「モファット・トンネル」を通る新線を経由した。ちなみにコロラド州には多くの鉱山があり、列車名のプロスペクター (Prospector) は「山師」を意味する。列車番号は7.8が与えられた。

## 歴史
プロスペクター (Prospector) の歴史は2期に分かれる。

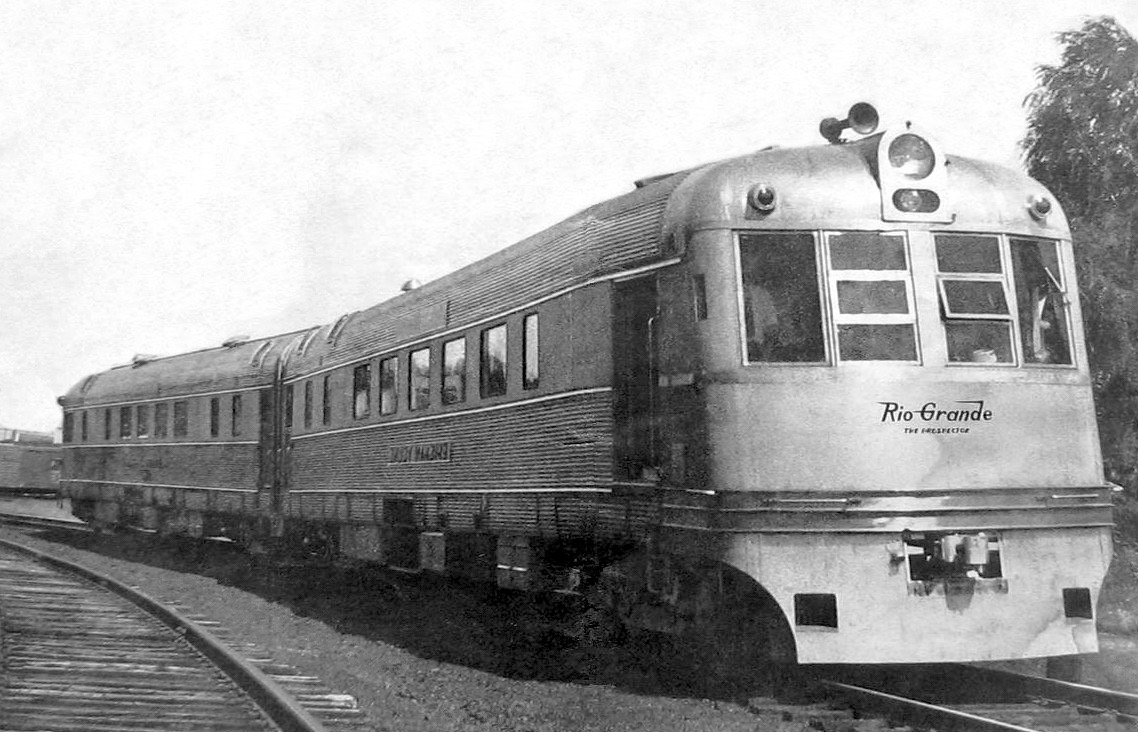
「プロスペクター」に使用されたM-1・M-2気動車

当初のプロスペクター (Prospector) は1941年から1942年にかけ運転され、その車両はバッド社 (The Budd Company) により製造されたM-1・M-2により編成されたステンレス鋼製の流線形のディーゼル動車だった。1941年 11月17日から運転が開始されたが、この車両は故障が多くバッド社に返還され、1942年 7月5日に運行停止になった。
戦後の1945年から1967年まで運転されたプロスペクター (Prospector) は、従来通り客車を機関車で牽引した列車だった。1945年 10月1日に運転が再開されたプロスペクター (Prospector) は重鋼製客車を使用したものだったが、1950年には新たに製造された流線形車両が導入された。1950年から1953年にかけ、列車の西側の終点はソルトレイクシティからオグデンに延長されたが、最終的には1967年 5月28日に廃止となった。

### 年表
- 1941年11月：プロスペクター (Prospector) 運行開始
- 1942年7月：バッド社に車両返還、運行中止
- 1945年10月：機関車牽引の客車列車として運行再開
- 1950年：流線形車両導入
- 1967年5月：プロスペクター (Prospector) 運行停止

### 1967年5月28日・最終日の編成（ソルトレイクシティ発デンバー行き・ソルトレイクシティ出発時）
| 使用車両   | 車両愛称・形式      | 車種                                                    |
| ---------- | ------------------- | ------------------------------------------------------- |
| D＆RGW5571 | F7Aディーゼル機関車 | ディーゼル機関車                                        |
| D＆RGW5572 | F7Bディーゼル機関車 | ディーゼル機関車                                        |
| D＆RGW1210 |                     | バゲージ（荷物車）                                      |
| D＆RGW1231 |                     | バゲージ・ドミトリー・コーチ（荷物・従業員・座席車）    |
| D＆RGW1244 |                     | コーチ（座席車）                                        |
| D＆RGW1280 | MT. TIMPANOGOS      | ダイニング・ラウンジ（食堂・ラウンジ車）                |
| D＆RGW1271 | DAVID MOFFAT        | 寝台車（5セクション・5ルーメット・6ダブルベッドルーム） |